# Meuse (département)
Pour les articles homonymes, voir Meuse.
La Meuse ([møz] ) est un département français. Il fait partie de la région historique et culturelle de Lorraine et fait aujourd'hui partie de la région administrative Grand Est. Le département doit son nom au fleuve qui le traverse du sud au nord, la Meuse. L'Insee et La Poste lui attribuent le code 55.
La préfecture du département est Bar-le-Duc. Ses deux sous-préfectures sont Commercy au sud et Verdun au centre. Verdun est la ville la plus peuplée du département.

## Géographie
La Meuse fait partie de la région Grand Est. Elle est limitrophe des départements des Ardennes, de la Marne, de la Haute-Marne, des Vosges et de Meurthe-et-Moselle, ainsi que de la Belgique.
Les villes principales sont : Verdun, Bar-le-Duc, Commercy, Saint-Mihiel, Ligny-en-Barrois, Étain, Montmédy, Stenay, Revigny-sur-Ornain et Vaucouleurs.
Les cours d'eau sont : la Meuse, l'Aire, la Chiers, l'Ornain, la Saulx, l'Orge, l'Oignon, la Vaise, l'Orne et l'Aisne dont la source est dans le département.
Les « côtes de Meuse », cuestas en bordure Est du Bassin parisien, sont la forme de relief la plus caractéristique du département. Les fronts, bien drainés, sont favorables à la culture des arbres fruitiers, particulièrement des mirabelles, et  de la vigne. Le revers, plateau calcaire aux vallées bien marquées, est aujourd'hui entièrement occupé par des cultures céréalières.
Ces côtes dominent la plaine de la Woëvre, région au sol argileux et marécageux.
La Meuse possède deux cols de montagne :
- col du Bouleau ;
- col des Étots.

Paysages de la Meuse :
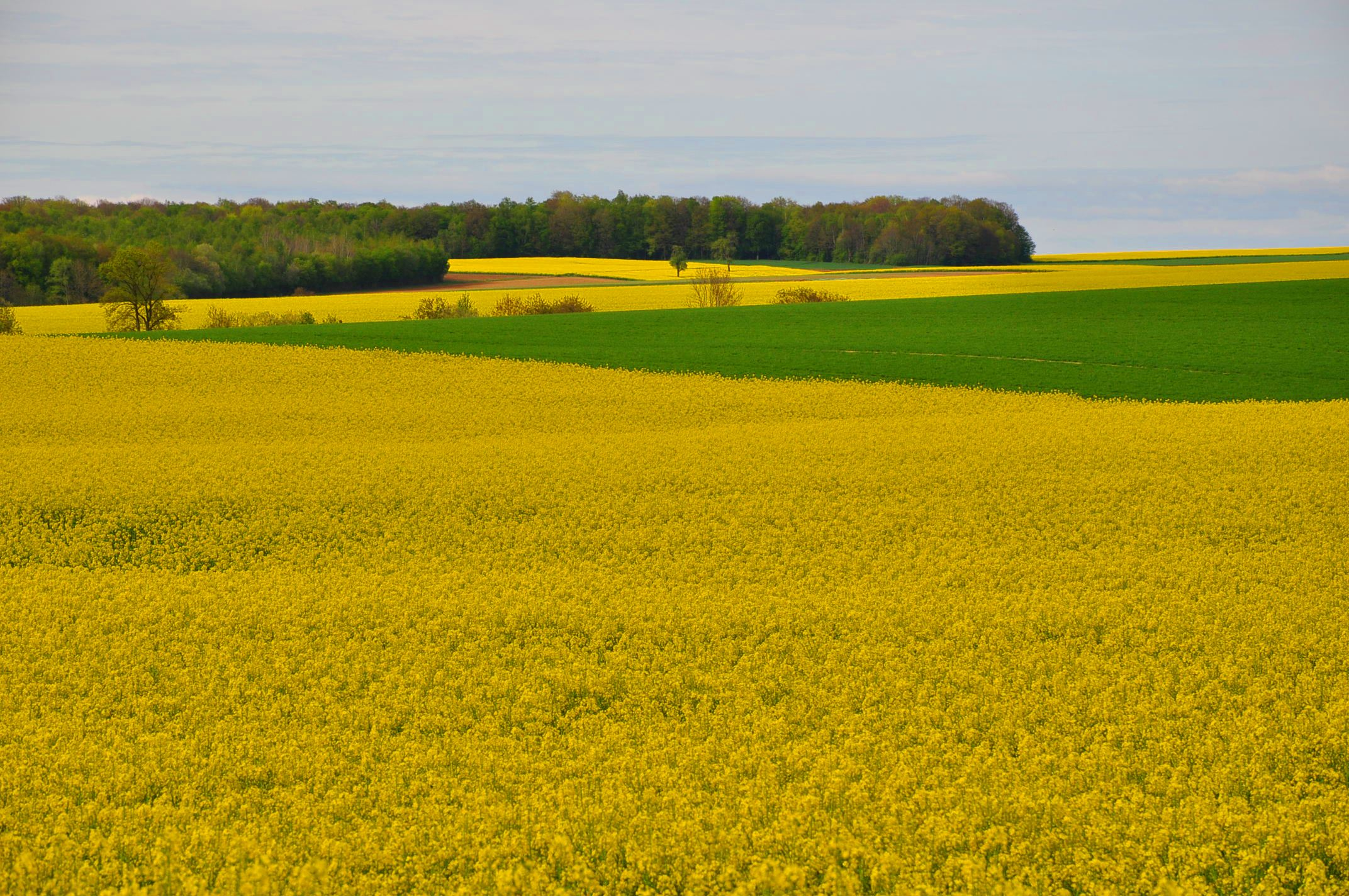
La vallée Bartiere à Foucaucourt-sur-Thabas, à l'est.
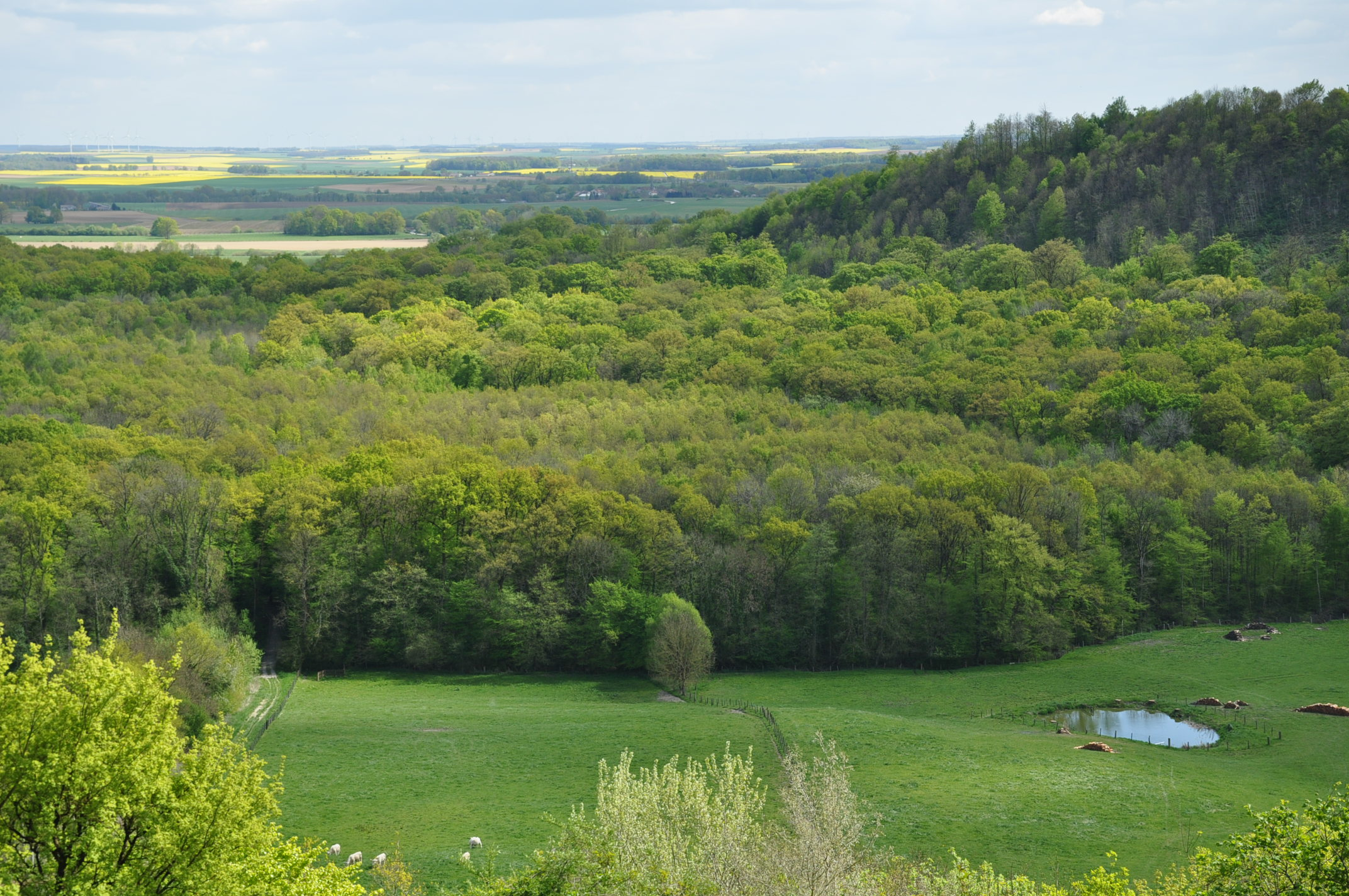
Vue sur le paysage d'Argonne depuis Beaulieu-en-Argonne, à l'est.
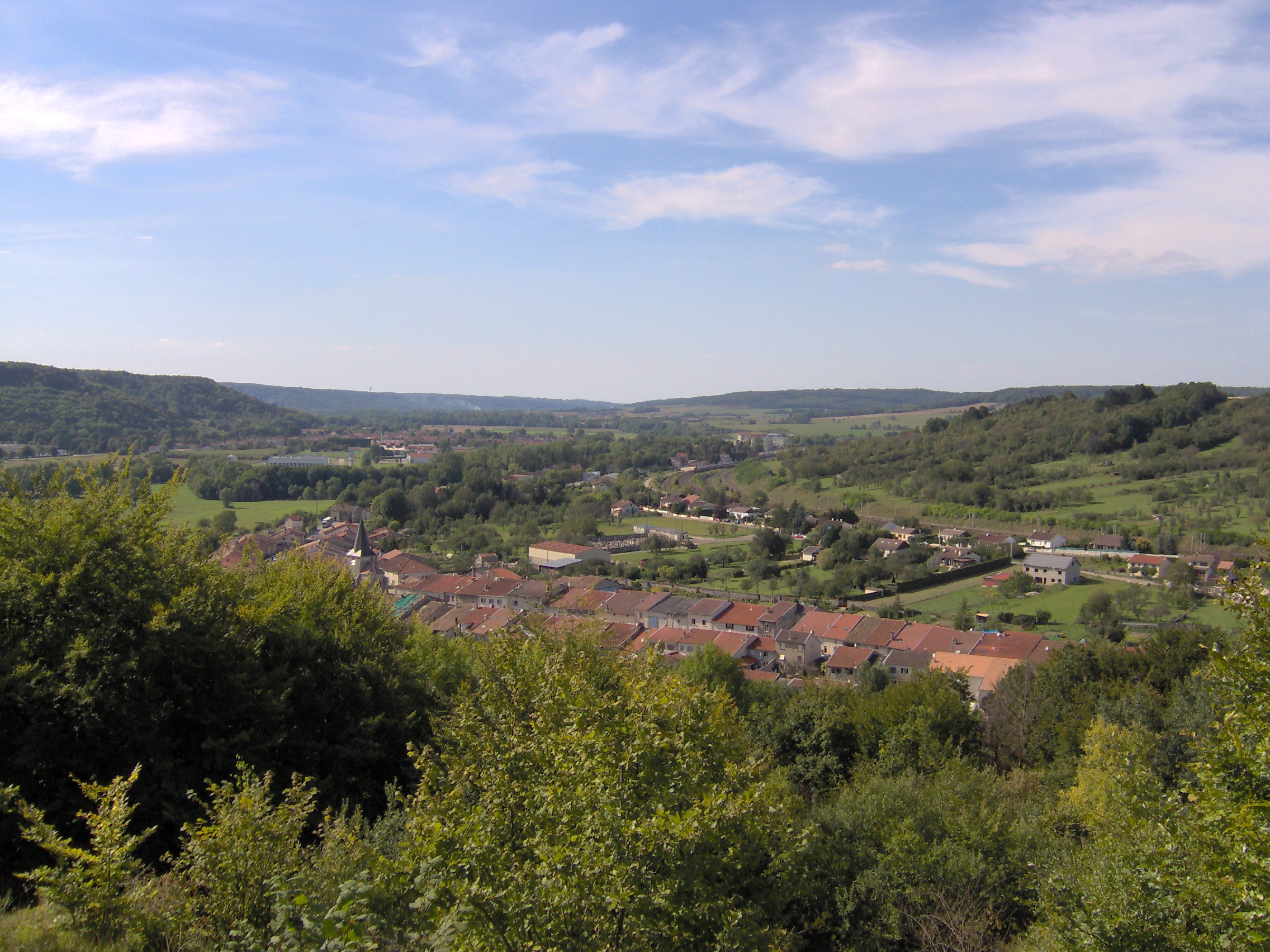
Vue de la vallée de l'Ornain depuis le belvédère de la Vierge Noire à Nançois-sur-Ornain, au sud.
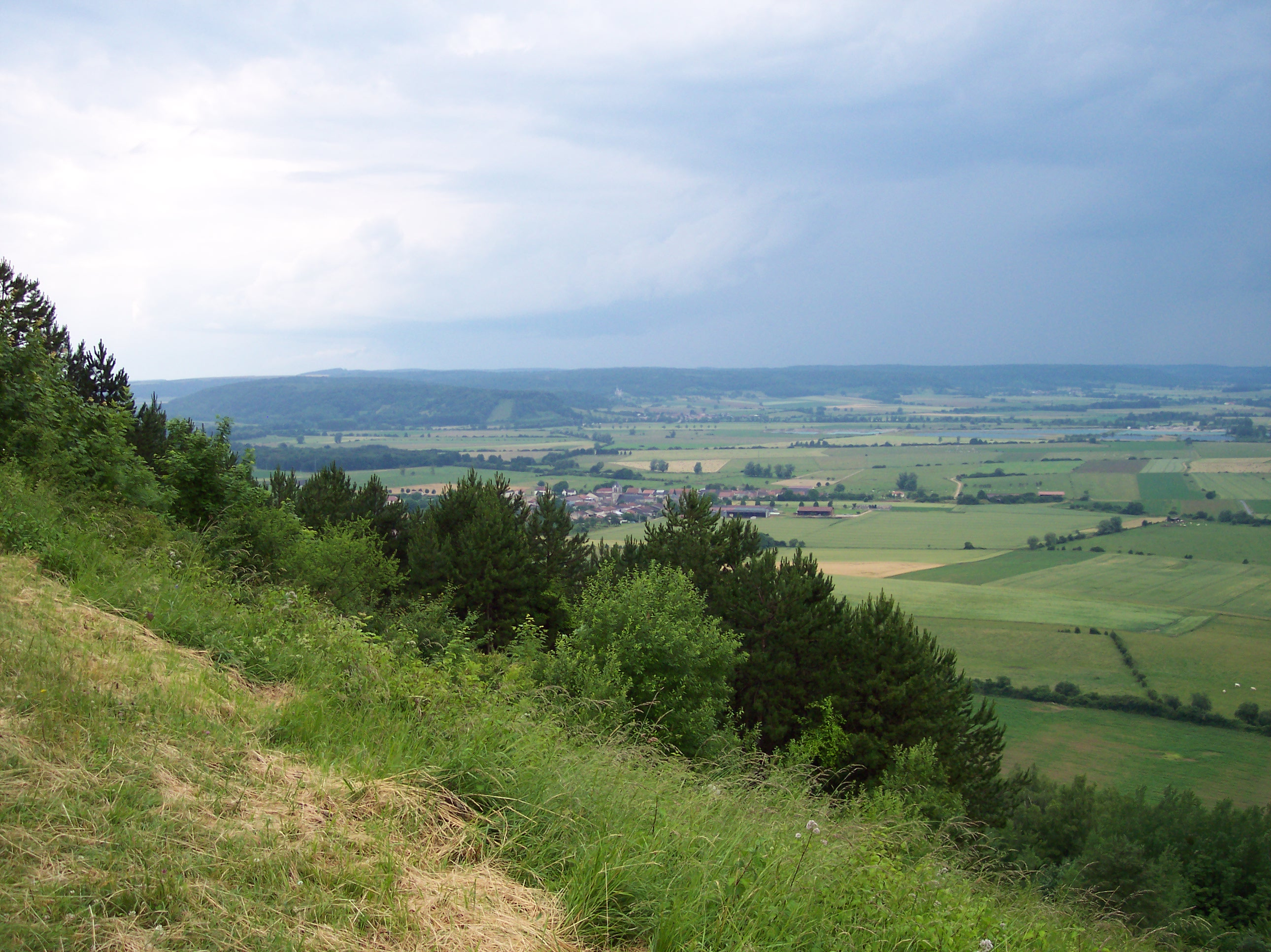
Les Côtes de Meuse vue depuis la côte Saint-Germain (butte-témoin), au nord.

### Climat
Le département est soumis à un climat à la fois océanique et continental qui se traduit par des saisons prononcées entrecoupées par des périodes intermédiaires au cours desquelles les températures et les précipitations restent moyennes.
Le volume des précipitations oscille autour de 900 millimètres avec toutefois des nuances très fortes entre la région de la Woëvre (à l'est) qui reçoit moins d'eau (moins de 850 mm) que la région du Barrois (au centre) avec plus de 1 000 millimètres de précipitations.

## Toponymie
Par une loi du 30 janvier 1790, cette entité administrative est primitivement appelée département du Barrois par l'Assemblée nationale ; le 26 février suivant, cette même assemblée change sa dénomination pour département de la Meuse, en référence à l'une des principales rivières qui le traverse.

## Histoire

La Meuse et les provinces et territoires qui occupaient son territoire avant 1790 :
Duché de Bar
Duché de Lorraine
Champagne et Clermontois
Les Trois-Évêchés
Prévôté de Montmédy, partie du Luxembourg français
Duché de Carignan

Carte de la Meuse 1790

La Meuse est l'un des 83 départements créés à la Révolution française, à partir de la partie la plus occidentale de la province de Lorraine. Contrairement au département voisin de la Moselle, la Meuse n'a presque pas varié dans ses limites depuis sa création. On peut cependant citer le cas de la petite commune de Han-devant-Pierrepont, qui en a été détachée en 1997 pour être rattachée au département de Meurthe-et-Moselle.
Durant la guerre de 1870, l'ouest du département fut le théâtre des opérations qui aboutirent à la défaite de Sedan.
Ce département fut l'un des principaux théâtres de combat de la Première Guerre mondiale, particulièrement à Verdun en 1916. Après l'armistice, les dégâts étaient tels que 20 000 ha de terres furent considérés Zone rouge (séquelles de guerre) dans ce seul département lors des premières évaluations. La loi du 24 avril 1923 définit finalement 15 000 ha de surfaces qui furent l'objet d'expropriation et classement en forêt de guerre, où les séquelles des combats (cratères) sont encore très visibles de nos jours.
À la fin du XXe siècle, le laboratoire de Bure est construit dans ce département, pour la recherche sur le stockage des déchets radioactifs en couche géologique profonde.

## Héraldique
| Blason | Blasonnement : D'azur semé de croisettes d'or et aux deux bars d'or. Commentaires : Armoiries du Barrois proposées par Robert Louis comme armoiries du département. Le blason est un exemple caractéristique d'armes parlantesBlason utilisé par le département de la Meuse depuis le début du XXe siècle. |

## Personnalités liées au département

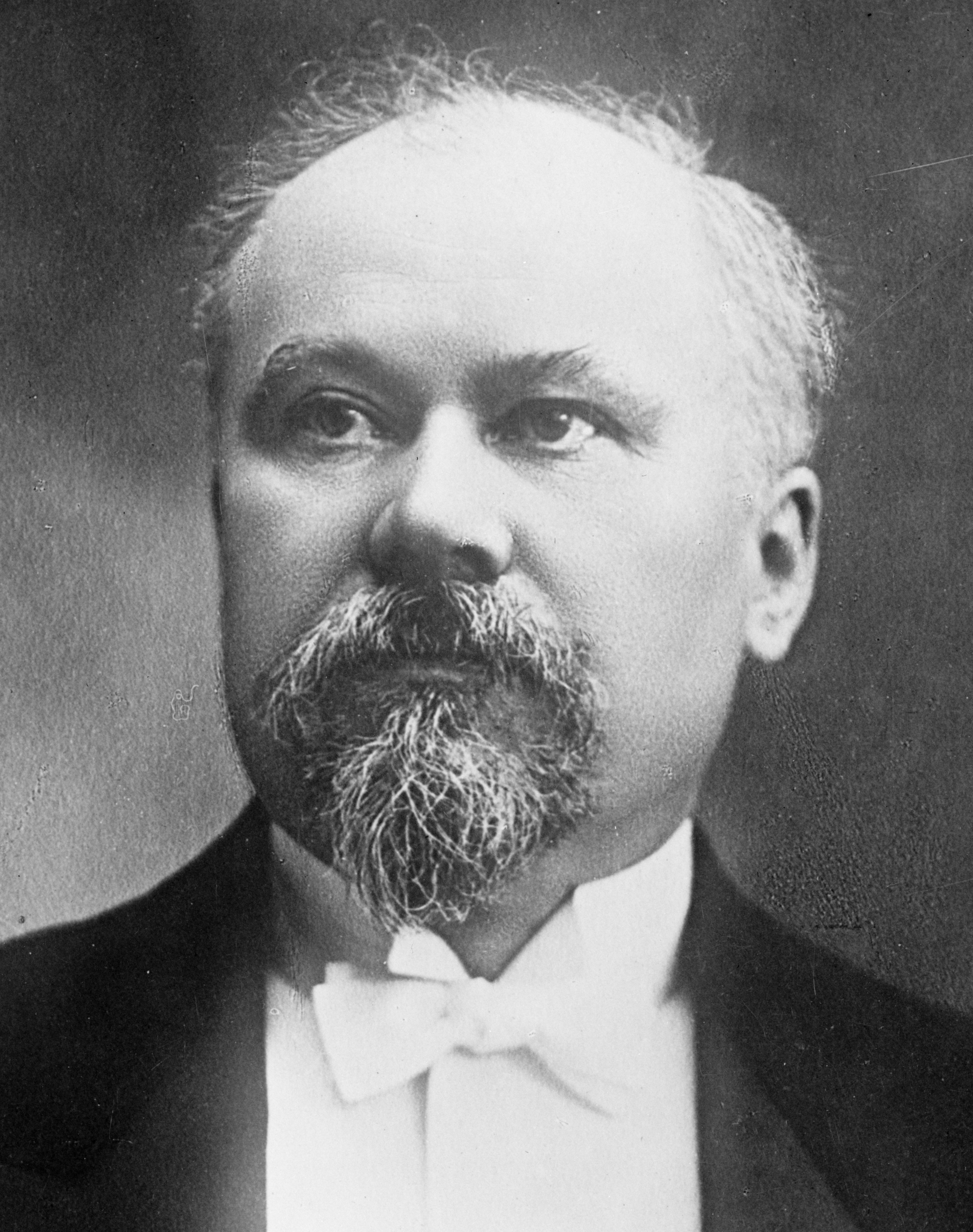
Raymond Poincaré en 1914.

- Frédéric de Lorraine, né vers 1020 à Dun sur Meuse, frère de Godefroy II de Basse-Lotharingie, devient pape sous le nom d'Étienne IX (1057).
- Jehan Leclerc de Pulligney défend les intérêts des habitans de Dompremey et de son seigneur lors d'un procès en 1428. Il remplace comme procureur Jacques d'Arc. Vaucoulour et Robert seigneur de Baudrecourt et de Bloise, capitaine de Vaucoulour, Greux et Apremont sont souvent cités dans un acte le concernant.
- Ligier Richier, né vers 1500 à Saint-Mihiel, mort à Genève en 1567, sculpteur.
- Nicolas Psaume, né le 11 décembre 1518 à Chaumont-sur-Aire, mort le 10 août 1575 à Verdun, comte-évêque de Verdun, prince du Saint-Empire romain germanique.
- Dom Calmet, né le 26 février 1672 à Ménil-la-Horgne près de Commercy, mort le 25 octobre 1757, exégète et érudit du XVIIIe siècle.
- Joseph Cugnot, né à Void le 26 février 1725, mort le 7 octobre 1804, concepteur du premier véhicule automobile.
- François Henri d'Elbée de La Sablonnière, général de la Révolution française, participe en 1745, à 15 ans, à la bataille de Fontenoy où il est blessé. Il meurt à Stenay en 1813.
- Florentin Ficatier, né le 9 février 1765 à Bar-le-Duc, mort le 28 novembre 1817, général français de la Révolution et de l'Empire.
- Nicolas-Charles Oudinot, né le 25 avril 1767 à Bar-le-Duc, mort le 13 septembre 1847, duc de Reggio et maréchal d'Empire.
- Pierre Michaux, né le 25 juin 1813 à Bar-le-Duc, mort en 1883 à Bicêtre (Paris), inventeur du vélocipède (les michaudines).
- Joseph Gueusquin, né à Forges-sur-Meuse en 1819. La commune du Plessis-Robinson, où il meurt en 1889, lui doit son nom.
- Joseph Émile Colson, né le 29 janvier 1821 à Saint-Aubin-sur-Aire, mort le 6 août 1870, général français.
- Nanine Marie Ficatier, née le 6 avril 1838, morte le 11 avril 1913, personnalité française ayant vécu à Bar-le-Duc de 1850 à 1879.
- Nicolas Lebel, né le 18 août 1838 à Saint-Mihiel, mort le 6 mai 1891, a contribué à la création du fusil Lebel modèle 1886.
- Jules Bastien-Lepage, né le 1er novembre 1848 à Damvillers, mort le 10 décembre 1884 à Paris, peintre naturaliste.
- Raymond Poincaré, né le 20 août 1860 à Bar-le-Duc, mort le 15 octobre 1934, 10e président de la République française. Il a passé une partie de sa vie dans son château à Sampigny.
- Charles Humbert, né le 28 mai 1866 à Loison, mort le 1er novembre 1927 à Paris, homme politique français auteur d’ouvrages traitant de thèmes militaires dénonçant le manque de moyens.
- André Maginot (1877-1932), ministre.
- Louis Jacquinot (1897-1993), ministre.
- Fernand Braudel, né le 24 août 1902 à Luméville-en-Ornois, mort le 27 novembre 1985, historien, un des chefs de file de « l'École des Annales ».
- Jean-Robert Ipoustéguy, né le 6 janvier 1920 à Dun-sur-Meuse, mort le 8 février 2006, sculpteur et peintre français.
- Danielle Mitterrand, née le 29 octobre 1924 à Verdun et morte le 22 novembre 2011, épouse de François Mitterrand, président de la République française de 1981 à 1995.
- Isabelle Nanty, née le 21 janvier 1962 à Verdun, actrice, réalisatrice et metteur en scène française.
- Sophie Thalmann, née le 7 mai 1976 à Bar-le-Duc, Miss France 1998, animatrice de télévision.
- « Justes parmi les Nations » : 17 personnes du département[7] ont reçu le titre de Juste parmi les nations pour avoir aidé des Juifs à échapper à la Shoah pendant la Seconde Guerre mondiale.

## Démographie
La Meuse est un département agricole peu peuplé. La tendance démographique est à la baisse depuis les années 1970. La densité de population est très faible (seulement 29,1 hab./km2 en 2022, contre une moyenne nationale de 107,1 hab./km2).
| 1791 | 1801    | 1806    | 1821    | 1826    | 1831    | 1836    | 1841    | 1846    |
| ---- | ------- | ------- | ------- | ------- | ------- | ------- | ------- | ------- |
| -    | 269 522 | 284 703 | 291 385 | 306 339 | 314 588 | 317 701 | 326 372 | 325 710 |

| 1851    | 1856    | 1861    | 1866    | 1872    | 1876    | 1881    | 1886    | 1891    |
| ------- | ------- | ------- | ------- | ------- | ------- | ------- | ------- | ------- |
| 328 657 | 305 727 | 305 540 | 301 653 | 284 725 | 294 054 | 289 861 | 291 971 | 292 253 |

| 1896    | 1901    | 1906    | 1911    | 1921    | 1926    | 1931    | 1936    | 1946    |
| ------- | ------- | ------- | ------- | ------- | ------- | ------- | ------- | ------- |
| 290 384 | 283 480 | 280 220 | 277 955 | 207 309 | 218 131 | 215 819 | 216 934 | 188 786 |

| 1954    | 1962    | 1968    | 1975    | 1982    | 1990    | 1999    | 2006    | 2011    |
| ------- | ------- | ------- | ------- | ------- | ------- | ------- | ------- | ------- |
| 207 106 | 215 985 | 209 513 | 203 904 | 200 101 | 196 344 | 192 198 | 193 696 | 193 557 |

| 2016    | 2021    | 2022    | - | - | - | - | - | - |
| ------- | ------- | ------- | - | - | - | - | - | - |
| 189 055 | 181 919 | 180 745 | - | - | - | - | - | - |

La commune la plus peuplée est Verdun, avec 16 610 habitants en 2022 et la moins peuplée (si l'on exclut les six communes « Mortes pour la France » inhabitées) est Ornes, avec seulement 8 habitants en 2022.

### Communes les plus peuplées
| Nom                  | Code Insee | Intercommunalité                      | Superficie (km2) | Population (dernière pop. légale) | Densité (hab./km2) | Modifier                                    |
| -------------------- | ---------- | ------------------------------------- | ---------------- | --------------------------------- | ------------------ | ------------------------------------------- |
| Verdun               | 55545      | CA du Grand Verdun                    | 31,03            | 16 610 (2022)                     | 535                | modifier les données · modifier les données |
| Bar-le-Duc           | 55029      | CA Bar-le-Duc Sud Meuse               | 23,62            | 14 615 (2022)                     | 619                | modifier les données · modifier les données |
| Commercy             | 55122      | CC de Commercy - Void - Vaucouleurs   | 35,37            | 5 332 (2022)                      | 151                | modifier les données · modifier les données |
| Saint-Mihiel         | 55463      | CC du Sammiellois                     | 33,00            | 3 848 (2022)                      | 117                | modifier les données · modifier les données |
| Ligny-en-Barrois     | 55291      | CA Bar-le-Duc Sud Meuse               | 32,26            | 3 696 (2022)                      | 115                | modifier les données · modifier les données |
| Étain                | 55181      | CC du Pays d'Étain                    | 19,64            | 3 449 (2022)                      | 176                | modifier les données · modifier les données |
| Thierville-sur-Meuse | 55505      | CA du Grand Verdun                    | 12,09            | 3 168 (2022)                      | 262                | modifier les données · modifier les données |
| Belleville-sur-Meuse | 55043      | CA du Grand Verdun                    | 10,16            | 3 023 (2022)                      | 298                | modifier les données · modifier les données |
| Revigny-sur-Ornain   | 55427      | CC du Pays de Revigny-sur-Ornain      | 19,32            | 2 600 (2022)                      | 135                | modifier les données · modifier les données |
| Ancerville           | 55010      | CC des Portes de Meuse                | 21,58            | 2 583 (2022)                      | 120                | modifier les données · modifier les données |
| Bouligny             | 55063      | CC Cœur du Pays-Haut                  | 10,99            | 2 428 (2022)                      | 221                | modifier les données · modifier les données |
| Stenay               | 55502      | CC du Pays de Stenay et du Val Dunois | 27,16            | 2 428 (2022)                      | 89                 | modifier les données · modifier les données |
| Fains-Véel           | 55186      | CA Bar-le-Duc Sud Meuse               | 18,30            | 2 088 (2022)                      | 114                | modifier les données · modifier les données |
| Montmédy             | 55351      | CC du Pays de Montmédy                | 23,49            | 2 018 (2022)                      | 86                 | modifier les données · modifier les données |
| Vaucouleurs          | 55533      | CC de Commercy - Void - Vaucouleurs   | 39,35            | 1 916 (2022)                      | 49                 | modifier les données · modifier les données |

La plus grande aire urbaine est celle de Verdun avec 40 543 habitants en 2015.

## Culture
(juin 2019).
- Le Vent des forêts
- Le Musée de la Bière de Stenay
- Liste des monuments historiques de la Meuse
- Le Centre de Création OUvert aux Arts en Campagne développé par la cie Azimuts à Ecurey (Montiers-sur-Saulx)

### Langue
Vers 1893, la langue française était à cette époque parlée et comprise par la grande majorité des habitants. Cependant, le patois lorrain était encore conservé dans beaucoup d'endroits.

### Folklore
- Le Warabouc est une créature légendaire ayant le corps d'un homme et la tête d'un bouc. Il serait, d'après la légende, l'incarnation du Diable. Il vivait dans les forêts du Nord de la Meuse et fut brûlé à Avioth[12].
- À Saint-Mihiel, avant sa destruction lors de la Première Guerre mondiale, existait un rocher appelé la Table du Diable. D'après la légende, Satan y rassemblait des sorcières[13].

### Gastronomie

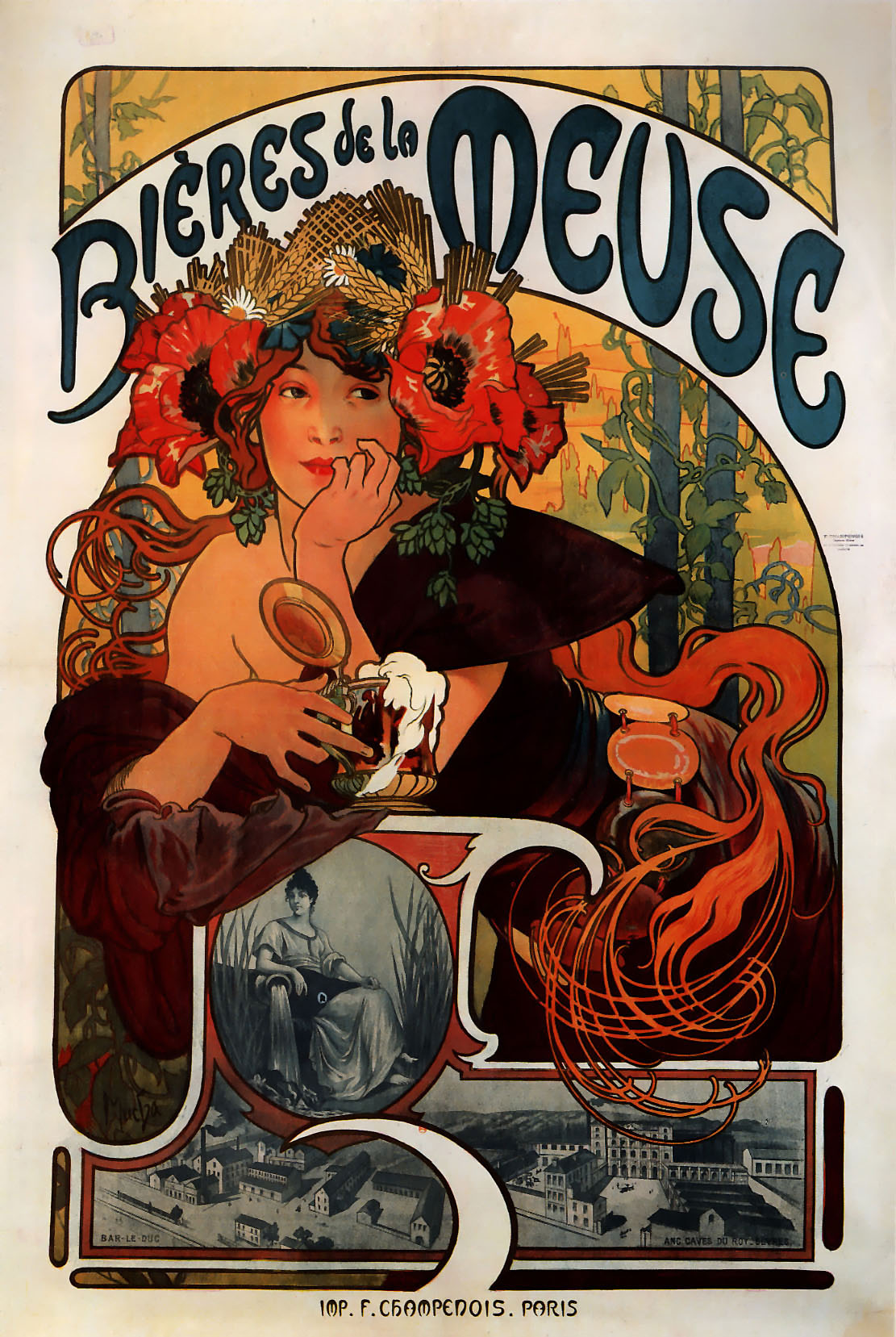
Affiche publicitaire réalisée par Alfons Mucha en 1897 pour promouvoir les bières de la Meuse.

- Verdun est la capitale de la dragée.
- Bar-le-Duc est spécialisée dans les confitures, notamment la confiture de groseilles épépinées à la plume d'oie.
- Stenay possède un important musée de la bière.
- Commercy est connue pour ses madeleines.
- À Saint-Mihiel, on trouve les rochers et les croquets.
- Les côtes de Meuse, où sont cultivées les mirabelles de Lorraine, produisent de l'eau de vie de mirabelle et le vin des Côtes-de-Meuse.

## Tourisme

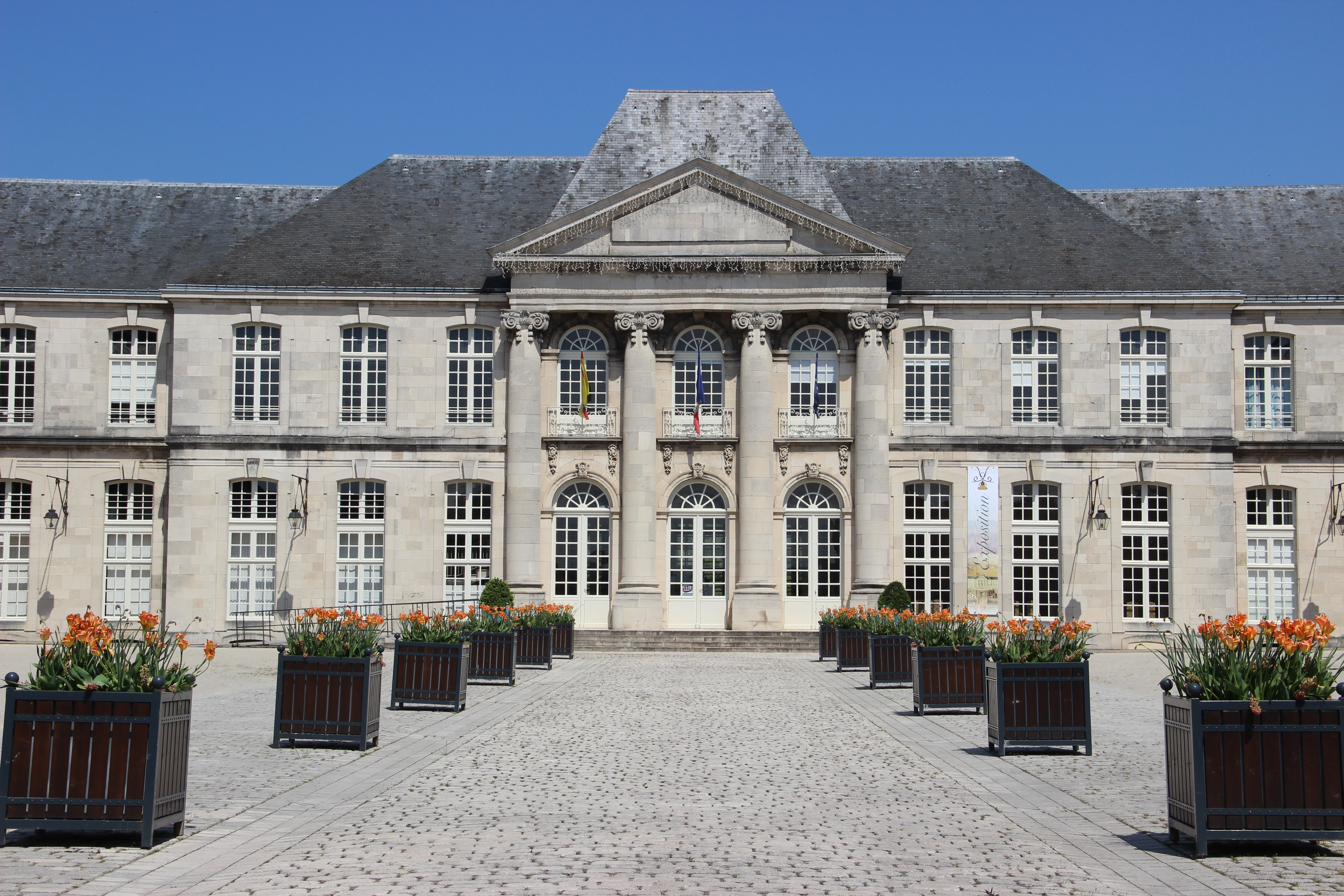
Le château de Commercy.

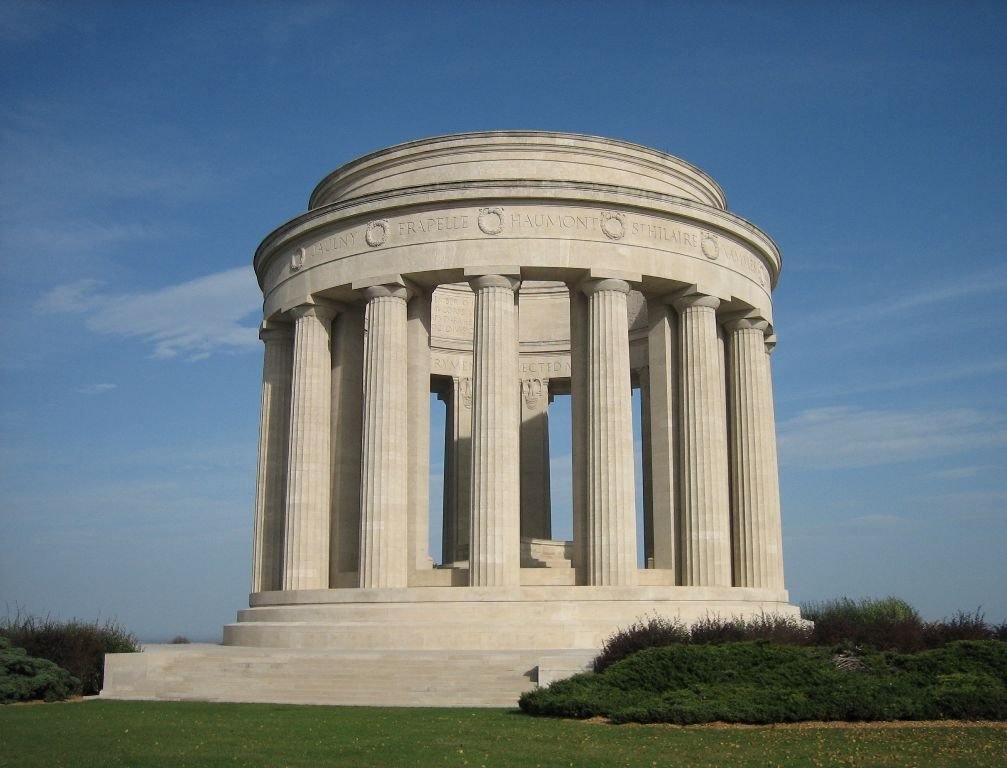
Le mémorial américain de Montsec.

Le tourisme de la région s'appuie sur deux éléments ; le tourisme vert d'une part (forêts d’Argonne, étangs de la Woëvre et bien d’autres sites ayant valu à la Meuse le surnom d’Emeraude de l’Est), et le patrimoine historique de la Première Guerre mondiale d'autre part (Verdun, Douaumont). Les sites de la grande guerre en Meuse 1914-1918 : 350 000 visiteurs visitent chaque année les sites de la Grande Guerre meusiens. La Meuse et plus particulièrement Verdun sont des symboles de la Première Guerre mondiale. De 1914 à 1918, du Saillant de Saint-Mihiel à l'Argonne, des Eparges à Vauquois, toute la Meuse est en première ligne de la Grande Guerre. Au centre de ces champs de bataille, le Champ de Bataille de Verdun qui est le plus mondialement connu. La bataille de Verdun est la bataille la plus meurtrière de l'histoire entre la France et l'Allemagne.
D'autres éléments touristiques sont à signaler :
- Le site Ecurey pôles d'avenir à Montiers-sur-Saulx, ancienne abbaye cistercienne et ancienne fonderie d'art et d'ornement, aujourd'hui réhabilités en musée, gite, bar, salles de réception et accueillant diverses activités culturelles, agricoles et de formation.
- à Vaucouleurs reste un vibrant souvenir du passage de Jeanne d'Arc, avec la Porte de France et la chapelle castrale. Un musée lui est dédié ;
- le temple de la culture brassicole française avec le Musée de la Bière à Stenay, dans le nord du Département ;
- la basilique d'Avioth ;
- le château de Commercy, demeure édifiée par Germain Boffrand pour Charles Henri de Lorraine-Vaudémont à l'architecture du XVIIIe siècle ;
- le quartier Renaissance de la ville-haute de Bar-le-Duc ;
- le lac de Madine pour les loisirs nautiques ;
- la citadelle de Montmédy ;
- des églises fortifiées comme celle de Sepvigny ;
- la cité de Marville avec un aspect de la Renaissance espagnole ;
- l'usine Petitcollin d'Étain dernière et plus ancienne fabrique de baigneurs et de poupées encore en activité créée en 1860 ;
- la cathédrale Notre-Dame de Verdun qui est une cathédrale catholique romaine.

### Les résidences secondaires
Selon le recensement général de la population du 1er janvier 2008, 5,2 % des logements disponibles dans le département étaient des résidences secondaires.
Ce tableau indique les principales communes de la Meuse dont les résidences secondaires et occasionnelles dépassent 10 % des logements totaux en 2008 :
| Commune                     | Population SDC | Nombre de logements | Rés. secondaires | % Rés. secondaires |
| --------------------------- | -------------- | ------------------- | ---------------- | ------------------ |
| Dun-sur-Meuse               | 0 0752         | 0 0 0409            | 0 0 072          | 17,66 %            |
| Vigneulles-lès-Hattonchâtel | 0 01 534       | 0 0 0781            | 0 0 086          | 11,00 %            |

Sources :
- Source INSEE, chiffres au 01/01/2008.

## Politique
- Liste des députés de la Meuse
- Liste des sénateurs de la Meuse
- Liste des conseillers généraux de la Meuse
- Liste des communes de la Meuse
- Liste des anciennes communes de la Meuse

### Énergie nouvelle

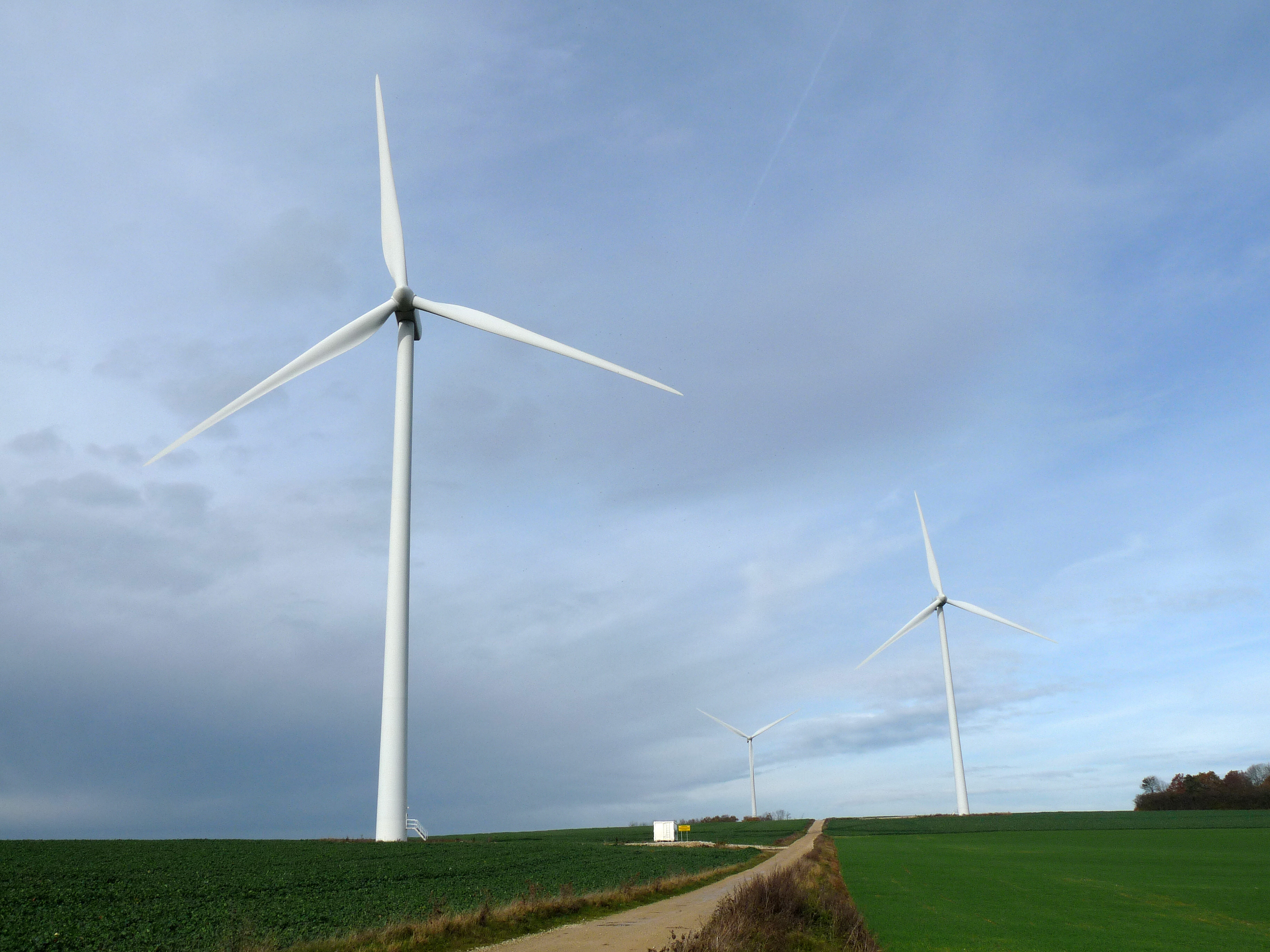
Champ d'éoliennes
entre Mandres-en-Barrois et Bonnet.

Dans son schéma de développement, le département de la Meuse a intégré une approche globale concernant les énergies nouvelles et la maîtrise des énergies.
Le projet Meuse Énergies Nouvelles s'articule autour trois axes :
- la production d’énergies nouvelles :
  - l'énergie éolienne - 144 permis de construire ont été accordés pour des éoliennes en Meuse. La Meuse est l’un des départements français qui compte le plus grand nombre d’éoliennes, plus de 200[15]. En 2008, 12 parcs et 116 éoliennes construits pour une puissance totale de 234,7 MW;
  - le biocarburant - L'entreprise commune (ou coentreprise) Valtris Champlor, le groupe coopératif agricole SICLAÉ et le groupe C. Thywissen, et EMC2 mènent un projet de plus de 100 millions d'euros d’investissement pour développer sur le site de Verdun - Baleycourt une unité de production de biogazole qui sera alimentée par le colza lorrain[16]. Cette production générera à terme plus de 6 % du marché français et suscitera la création de plus de 80 emplois directs et 250 indirects[17]. Progilor Bouvart, filiale du Groupe Caillaud, mène également un projet pour la production de biogazole à partir de graisse animale. L'unité de production implantée à Charny représente un investissement de 23 millions d'euros et permettrait la création de 25 emplois ;
  - le bois énergie - La filière bois est une des toutes premières de l'activité agricole[18].
- la maîtrise de la demande énergétique en lien avec EDF (« Ensemble économisons l'énergie ») ;
- l'enseignement, la formation professionnelle, le transfert des technologies (projet de création d'un Pôle d’excellence Rurale dans le domaine de la maîtrise d’énergie et des énergies renouvelables, projet d’un Centre de Promotion, de ressources et de formation dans le domaine des énergies renouvelables et de la maîtrise des économies d'énergie).

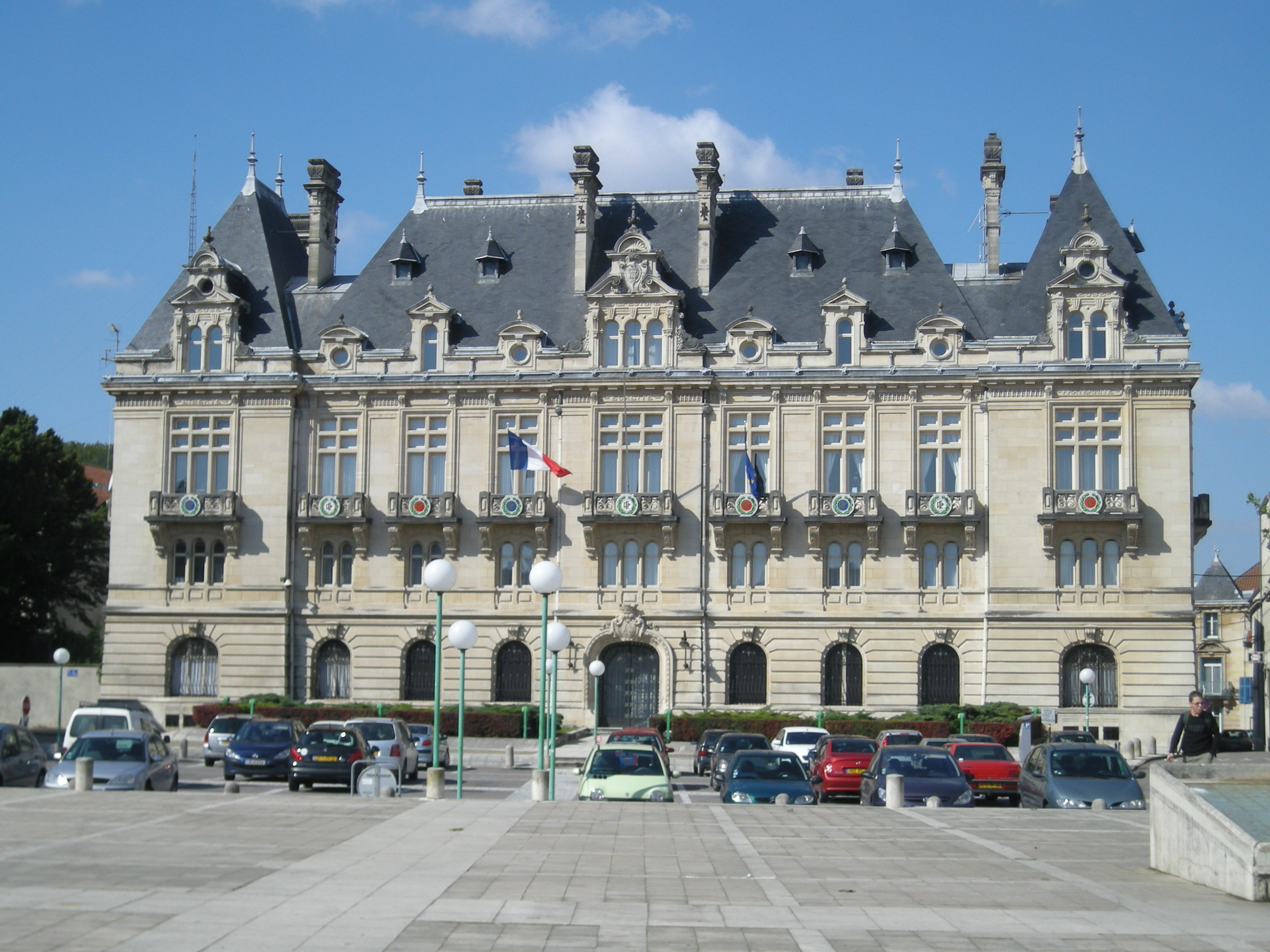
Préfecture de la Meuse
à Bar-le-Duc.

### Santé
La Meuse dispose de plusieurs centres hospitaliers tels que :
À Bar-le-Duc et ses alentours :
- Centre hospitalier Spécialisé (CHS) à Fains-Véel
- Centre hospitalier de Bar-le-Duc

À Verdun et ses alentours :
- Centre hospitalier intercommunal de Verdun - Saint-Mihiel

À Commercy :
- Hôpital Sainte Anne
- Centre hospitalier Saint Charles

## Administration
- Liste des préfets de la Meuse

#### Linguistique
- Henri Adolphe Labourasse, Glossaire abrégé du patois de la Meuse, notamment de celui des Vouthons, Arcis-sur-Aube, 1887 (BNF 30705076) (voir en ligne)
- Charles Jules Varlet (abbé), Dictionnaire du patois meusien, Verdun, 1896 ; réédition Lacour-Ollé, 2015  (ISBN 978-2-7504-3695-7 et 2750436958)